# Конголезька мова

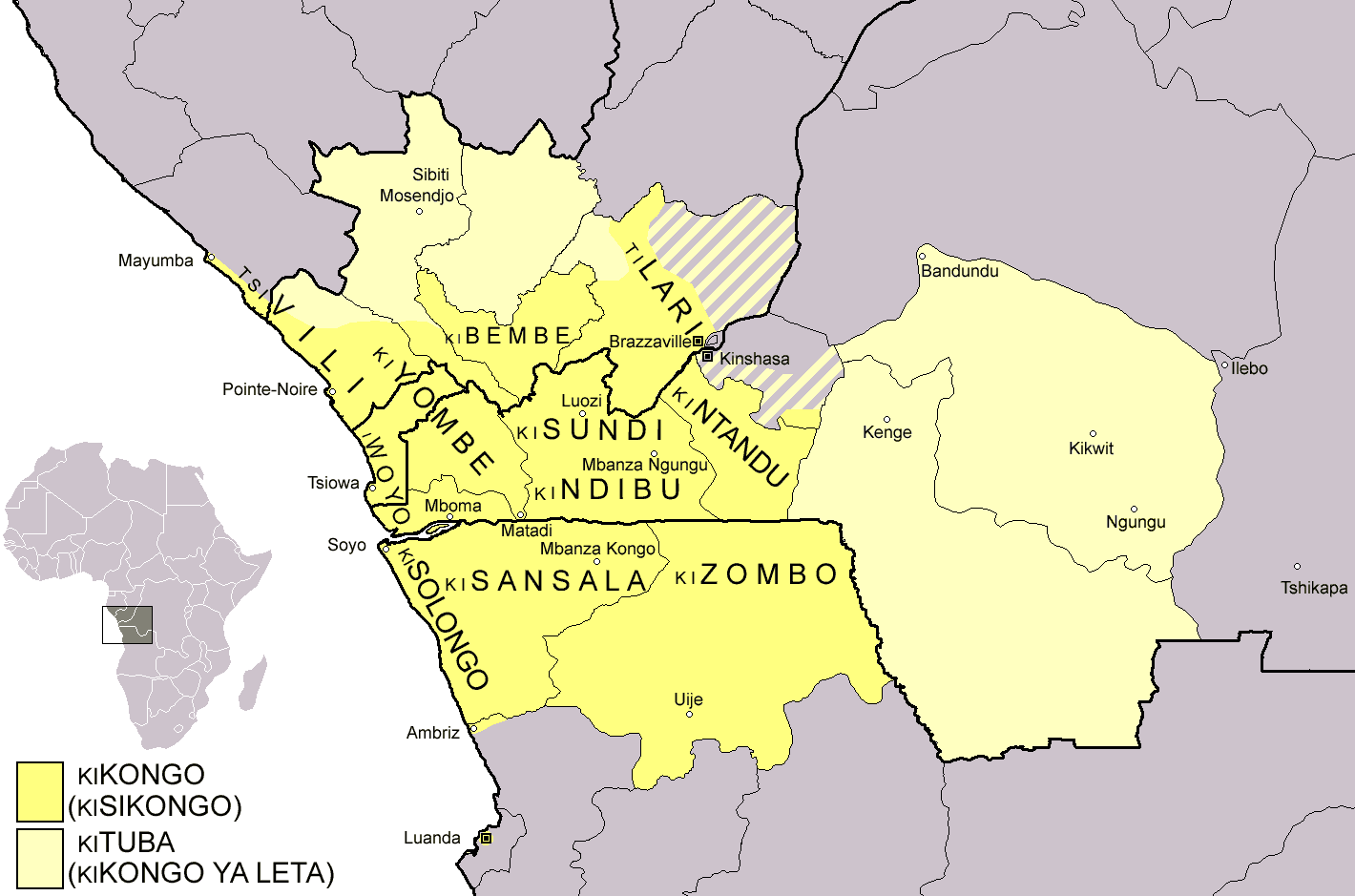
Поширення мови. Темно-жовтий колір — власне кіконго, світло-жовтий — кітуба

Конголезька мова, конго або кіконго (самоназва) — мова народу конго, що належить до мов банту, які входять до бенуе-конголезької сім'ї мов.
Носії конголезької мови проживають в основному в тропічних лісах ДР Конго, Республіки Конго й Анголи. Для близько семи мільйонів чоловік кіконго є рідною мовою. Близько двох мільйонів людей знає її як другу мову. Кіконго є однією з чотирьох національних мов ДР Конго й однією з регіональних мов Республіки Конго.

## Лінгвістична характеристика
Як і багато інших мов банту, кіконго — тональна мова.

## Кітуба
На основі мови кіконго сформувалася мова кітуба — креольська мова групи банту, широко використовувана за межами етнічної території Конго. На цій мові говорили багато людей, вивезених з цього регіону в Північну і Південну Америку.
Завдяки цьому, креолізовані форми мови використовуються в ритуальних цілях в африканських релігіях Бразилії, Ямайки і Куби. Кіконго є одним із джерел мови американської етнічної групи Гуллі і креолів паланкеро в Колумбії.
Креолізовані форми кіконго відомі під різними назвами — «державний конго» (фр. Kikongo de L'état, конго Kikongo ya Leta), кітуба або монокітуба (мунукіітуба).
У конституції Республіки Конго використовується назва Kitubà, в Демократичній республіці Конго — Kikongo, навіть якщо де-факто використовується кітуба.

## Історія
Хоча перший повний переклад Біблії на мову кіконго був виконаний тільки в 1905-у, конго є першою мовою банту, записаною латиницею, а також першою, для якої був створений словник.
Перший катехізис на мові кіконго був написаний в 1557-у португальським єзуїтом Діого Гомесом, що народився у Конго, проте до наших днів не збереглося жодного примірника.
У 1624 інший португальський єзуїт Матеуш Кардозо відредагував і видав переклад на кіконго португальського катехізису Маркоша Жоржі. У передмові говориться, що переклад був виконаний конголезькими вчителями з Сан-Сальвадору (сучасний Мбанза-Конго). Ймовірно, він частково був написаний Феліксом ду Ешпіріту Санту (конголезцем за національністю).
Перший словник було створено близько 1648 року і призначався для використання місіонерами-капуцинами.
Головним автором був священик з Конго, Мануель Ребореду (після вступу в орден капуцинів відомий як Франсіско де Сан Сальвадор). У кінці словника наведена двохсторінкова проповідь, написана повністю мовою кіконго. Словник містив близько 10 000 слів.